# Jérémy Taravel
Jérémy Taravel (Vincennes, 17 april 1987) is een Frans voetbalcoach en voormalig voetballer van Savoyaardse afkomst die als verdediger speelde.

## Spelerscarrière

### Zulte Waregem
In januari 2009 kwam Taravel van de Franse ploeg Lille OSC over naar SV Zulte Waregem op huurbasis. In juni van datzelfde jaar tekende hij er een contract voor vier jaar.

### Sporting Lokeren
Van juni 2010 tot en met december 2013 kwam hij uit voor de Belgische eersteklasser Sporting Lokeren. In 2012 won hij met Lokeren de Beker Van België.

### Dinamo Zagreb
Op 23 december 2013 ondertekende Taravel een contract van vier-en-een-halfjaar met de Kroatische voetbalclub GNK Dinamo Zagreb. De Fransman maakte dit bekend op zijn eigen Twitter-account. Naar verluidt betaalde de club uit Zagreb 1,6 miljoen euro voor de Fransman. Taravel was de eerste aankoop van de Modri die winter. 'We volgen hem al heel lang, we zijn tevreden met zijn voetbalkwaliteiten. Jérémy is het type verdediger die we zochten: lang, sterk en krachtig in de lucht; hij kan zelfs als vleugelverdediger spelen. In ieder geval ben ik ervan overtuigd dat hij veel goeds zal brengen aan onze laatste linie', zei hoofdtrainer Zoran Mamić over Taravel. Op 8 januari 2014 keerde Taravel terug naar Kroatië om te beginnen met de voorbereidingen. In februari 2014 liep Taravel een kruisbandblessure op en moest tot en met het einde van het seizoen pauzeren.

### KAA Gent
In augustus 2016 tekende hij een contract bij KAA Gent tot 2018. Hij debuteerde er op 3 december 2016 in een uitwedstrijd tegen KVC Westerlo, die in 0-0 eindigde.

### FC Sion
Op 15 februari 2017 maakte KAA Gent bekend dat Taravel voor de rest van het seizoen werd verhuurd (met aankoopoptie) aan FC Sion.

### Cercle Brugge
Op 21 augustus 2017 maakte Taravel de overstap naar de ambitieuze vereniging nadat hij naar de B-kern werd gewezen bij KAA Gent. Hij werd dat seizoen kampioen met de vereniging dat zo promoveerde naar Eerste Klasse A.

### Excel Moeskroen
In de zomer van 2021 trok Taravel transfervrij naar Royal Excel Moeskroen, dat op het einde van het seizoen 2020/21 naar Eerste Klasse B was gedegradeerd. Hij ondertekende er een contract van één seizoen met optie op een extra seizoen. Taravel speelde dat seizoen 22 competitiewedstrijden voor Moeskroen, dat zich sportief redde in Eerste klasse B maar na afloop van het seizoen 2021/22 failliet ging.
In augustus 2022 maakte Taravel, die in beeld was geweest om als ouderdomsdeken de RSCA Futures te vervoegen, dat hij een punt zette achter zijn spelerscarrière.

## Clubstatistieken
| Seizoen                           | Club                  | Land            | Competitie         | Competitie | Competitie | Beker | Beker | Andere | Andere | Internationaal | Internationaal | Totaal | Totaal |
| Seizoen                           | Club                  | Land            | Competitie         | Wed.       | Dlp.       | Wed.  | Dlp.  | Wed.   | Dlp.   | Wed.           | Dlp.           | Wed.   | Dlp.   |
| --------------------------------- | --------------------- | --------------- | ------------------ | ---------- | ---------- | ----- | ----- | ------ | ------ | -------------- | -------------- | ------ | ------ |
| 2007/08                           | Lille OSC             | Frankrijk       | Ligue 1            | 0          | 0          | 0     | 0     | 0      | 0      | 0              | 0              | 0      | 0      |
| 2008/09                           | → Troyes AC           | Frankrijk       | Ligue 2            | 0          | 0          | 0     | 0     | 0      | 0      | 0              | 0              | 0      | 0      |
| 2008/09                           | → Zulte Waregem       | België          | Jupiler Pro League | 15         | 1          | 1     | 0     | 0      | 0      | 0              | 0              | 16     | 1      |
| 2009/10                           | Zulte Waregem         | België          | Jupiler Pro League | 27         | 2          | 1     | 0     | 0      | 0      | 0              | 0              | 28     | 2      |
| 2010/11                           | Sporting Lokeren      | België          | Jupiler Pro League | 36         | 3          | 2     | 0     | 0      | 0      | 0              | 0              | 38     | 3      |
| 2011/12                           | Sporting Lokeren      | België          | Jupiler Pro League | 32         | 1          | 6     | 1     | 0      | 0      | 0              | 0              | 38     | 2      |
| 2012/13                           | Sporting Lokeren      | België          | Jupiler Pro League | 26         | 4          | 2     | 0     | 1      | 0      | 2              | 0              | 31     | 4      |
| 2013/14                           | Sporting Lokeren      | België          | Jupiler Pro League | 16         | 3          | 3     | 0     | 0      | 0      | 0              | 0              | 19     | 3      |
| 2013/14                           | Dinamo Zagreb         | Kroatië         | Prva HNL           | 1          | 0          | 0     | 0     | 0      | 0      | 0              | 0              | 1      | 0      |
| 2014/15                           | Dinamo Zagreb         | Kroatië         | Prva HNL           | 17         | 2          | 5     | 0     | 0      | 0      | 3              | 0              | 25     | 2      |
| 2015/16                           | Dinamo Zagreb         | Kroatië         | Prva HNL           | 16         | 3          | 1     | 0     | 0      | 0      | 11             | 1              | 28     | 4      |
| 2016/17                           | KAA Gent              | België          | Jupiler Pro League | 3          | 0          | 0     | 0     | 0      | 0      | 0              | 0              | 3      | 0      |
| 2016/17                           | → FC Sion             | Zwitserland     | Super League       | 5          | 0          | 0     | 0     | 0      | 0      | 0              | 0              | 5      | 0      |
| 2017/18                           | Cercle Brugge         | België          | Proximus League    | 22         | 3          | 2     | 0     | 0      | 0      | –              | –              | 24     | 3      |
| 2018/19                           | Cercle Brugge         | België          | Jupiler Pro League | 25         | 2          | 0     | 0     | 0      | 0      | –              | –              | 25     | 2      |
| 2019/20                           | Cercle Brugge         | België          | Jupiler Pro League | 10         | 0          | 0     | 0     | 0      | 0      | –              | –              | 10     | 0      |
| 2020/21                           | Cercle Brugge         | België          | Jupiler Pro League | 18         | 1          | 2     | 1     | 0      | 0      | –              | –              | 20     | 2      |
| 2021/22                           | Royal Excel Moeskroen | België          | Proximus League    | 3          | 0          | 1     | 0     | 0      | 0      | –              | –              | 4      | 0      |
| Carrière totaal                   | Carrière totaal       | Carrière totaal | Carrière totaal    | 272        | 25         | 26    | 2     | 1      | 0      | 16             | 1              | 315    | 28     |
| Bijgewerkt t/m 14 september 2021. |                       |                 |                    |            |            |       |       |        |        |                |                |        |        |

## Trainerscarrière
Toen José Jeunechamps in februari 2023 de plaats van Christian Bracconi innam als hoofdtrainer van Excelsior Virton, kreeg Taraval een plekje in zijn staf. Taravel, die Jeunechamps al kende van bij Cercle Brugge en Royal Excel Moeskroen, was op dat moment al houder van een UEFA B-trainersdiploma. De club zakte op het einde van het seizoen 2022/23 uit Eerste klasse B en werd in het tussenseizoen overgekocht door de Franse profvoetballer N'Golo Kanté. Taravel kreeg het hoofdtrainersschap aangeboden bij Virton, maar verliet de club uiteindelijk. Later dat jaar ging hij aan de slag als jeugdtrainer bij Union Sint-Gillis, waar hij de U18-ploeg onder zijn hoede had.
In juni 2024 kondigde Standard Luik aan dat Taraval een plaats als assistent-trainer zou krijgen in de technische staf van Ivan Leko, die de Fransman nog kende van bij KSC Lokeren. Een jaar later vertrok hij naar RSC Anderlecht om assistent-trainer van Besnik Hasi te worden.